# Седов, Григорий Александрович
Григо́рий Алекса́ндрович Седо́в (15 января 1917, Баку, Российская империя — 10 апреля 2014, Москва, Россия) — советский военный деятель, лётчик-испытатель, генерал-майор авиации. Герой Советского Союза, заслуженный лётчик-испытатель СССР, лауреат Ленинской (1976) и Сталинской (1952) премий.

## Биография
Родился 15 января 1917 года в Баку (ныне Азербайджан). Всё детство жил в Астрахани. В 1936 году поступил в Ленинградский политехнический институт. В 1937 году окончил Ленинградский аэроклуб.
В 1938 году с третьего курса ЛПИ был призван в ряды РККА. В 1938 году окончил Борисоглебскую военную авиационную школу лётчиков. До 1940 года служил в регулярной армии в ВВС. В 1942 году окончил Военно-воздушную инженерную академию имени Н. Е. Жуковского.
С 1942 года — помощник ведущего инженера ГК НИИ ВВС СССР. С 1943 года — лётчик-испытатель и ведущий инженер этого института. Проводил государственные испытания ряда реактивных истребителей: Як-15, Як-23, Як-30. Участник испытаний истребителей МиГ-9 и МиГ-15.
В 1950 году назначен на должность старшего лётчика-испытателя ОКБ Микояна.
В 1952 году Седову на опытном самолёте И-360 удалось первому в стране в горизонтальном полёте достигнуть скорости звука. Проводил испытания самолётов: МиГ-19, Е-4, Миг-17 (с модификациями), Миг-21, ряда опытных образцов.
Указом Президиума Верховного Совета СССР от 1 мая 1957 года за мужество и героизм, проявленные при испытаниях новой авиационной техники, полковнику Седову было присвоено звание Героя Советского Союза.
В 1958 году стал заместителем главного конструктора ОКБ Микояна по лётным испытаниям.
В 1970 — 1998 годах был главным конструктором ОКБ Микояна, на этом посту руководил разработкой сверхзвуковых самолётов МиГ-23, МиГ-27.
В 1977 году Седов ушёл в запас в звании генерал-майора.
Жил в Москве. Работал советником Генерального конструктора ОКБ Микояна.
Умер 10 апреля 2014 года. Похоронен в Москве на Троекуровском кладбище.

## Награды и почётные звания
- медаль «Золотая Звезда» № 11150;
- два ордена Ленина;
- орден Октябрьской Революции;
- два ордена Красного Знамени;
- орден Отечественной войны I степени;
- два ордена Красной Звезды (1.7.1944)
- медали СССР, в том числе:
  - медаль «За боевые заслуги»;
  - медаль «В ознаменование 100-летия со дня рождения Владимира Ильича Ленина»;
  - медаль «За победу над Германией в Великой Отечественной войне 1941-1945 гг.»;
- заслуженный лётчик-испытатель СССР;
- Ленинская премия (1976);
- Сталинская премия первой степени (1952) — за испытание самолёта МиГ-17
- другие награды.